# Batalla de Sauce Grande
La Batalla de Sauce Grande (cerca de Paraná, Argentina, 16 de julio de 1840) fue un enfrentamiento ocurrido durante el largo período de las guerras civiles argentinas, entre las fuerzas del gobernador de la Provincia de Entre Ríos, general-doctor Pascual Echagüe, y el ejército de la Provincia de Corrientes, al mando del general Juan Lavalle. En el ejército de Echagüe formaban poderosos refuerzos enviados por el gobernador de la Provincia de Buenos Aires, general Juan Manuel de Rosas, y muchos oficiales del Partido Blanco de la vecina República Oriental del Uruguay, entre ellos el general Manuel Oribe. En las fuerzas de Lavalle figuraban algunos refuerzos llegados desde Montevideo y la mayoría de sus oficiales eran miembros del Partido Unitario, exiliados desde tiempo atrás por su oposición a la política de Rosas.
La batalla se saldó con una victoria de las fuerzas de Echagüe, aunque ésta no fue total y permitió retirarse al enemigo en relativo orden.

## Antecedentes
En 1839 estalló una guerra civil en la Confederación Argentina, entre los partidarios de Rosas y varios grupos opositores, genéricamente identificados con el partido unitario. La intención de los revolucionarios era obligar a Rosas a sancionar una constitución, que cada grupo creía que lo favorecería en detrimento de los demás. Por su parte, Rosas culpaba a la "manía" de intentar sancionar una constitución por las guerras civiles – y, de paso, aprovechaba la inexistencia de la misma para dominar el país y apoderarse de los ingresos de la Aduana de Buenos Aires, la principal fuente de ingresos públicos del estado.
Los principales núcleos de resistencia contra Rosas eran tres: en primer lugar, la República Oriental del Uruguay, en donde el presidente general Fructuoso Rivera protegía a los emigrados unitarios y daba una base de operaciones a la escuadra francesa, que apoyaba todas esas revueltas. En segundo lugar, la mayor parte de las provincias del noroeste se habían organizado en la llamada Coalición del Norte, y se preparaba para enfrentar a Rosas y a sus aliados. Por último, estaba la Provincia de Corrientes, en donde el gobernador y caudillo general Pedro Ferré puso al general unitario Juan Lavalle al frente del ejército provincial.

## Operaciones militares
El ejército de Lavalle inició su marcha sobre Entre Ríos en marzo de 1840, avanzando rápidamente hacia el sur, y buscando llegar al puerto de Punta Gorda– actualmente Diamante – donde debía aprovisionarse con el armamento, municiones y vestuario que debía entregarle la flota francesa, anclada en ese lugar.
El 10 de abril, el gobernador Echagüe se cruzó en su camino, siendo derrotado por las fuerzas de Lavalle en las cuchillas (colinas) a orilla del arroyo Don Cristóbal (noroeste de Nogoyá). Pese a la forma en que la noticia fue propalada por la prensa opositora a Rosas y, sobre todo, la de Montevideo, la victoria no fue completa. Echagüe salvó toda su infantería y artillería.
Simultáneamente, el 16 de abril, Fructuoso Rivera invadió Entre Ríos, ocupando Concepción del Uruguay. Pero no se decidió a avanzar hacia el interior de la provincia. Sólo el jefe de su vanguardia, general Ángel Núñez, hizo algunas excursiones hacia el oeste.
Lavalle exigió a Ferré que le enviara refuerzos, pero este – que temía que Lavalle quisiera cruzar el río Paraná con el ejército correntino – se limitó a enviarle al general Manuel Vicente Ramírez con unos pocos soldados. En cambio, se incorporó al ejército la división de Ángel Núñez. Lavalle le encargó ocupar todo el centro de la provincia, que quedó bajo el mando militar del anciano caudillo coronel Juan León Solas. Entre los pocos oficiales que se incorporaron, venidos desde Montevideo, se contaba el general Tomás de Iriarte.
La flota francesa le había aportado mucho armamento y municiones, incluso alimentos, pero le faltaban caballos; la inmovilidad de Echagüe permitió al ejército correntino distraer gran parte de su caballería muchas leguas al norte, hasta Alcaraz, a reunir caballos para el ejército.
Echagüe, tras la derrota de Don Cristóbal, retiró sus tropas a Nogoyá y luego hacia Paraná, estableciéndose en una posición defensiva junto al arroyo Sauce Grande, rodeado de defensas naturales: cuchillas con empinadas barrancas, bosquecillos de arbustos espinosos, y arroyos con cauces de difícil cruce. La ubicación del campo atrincherado de Echagüe – y de la subsiguiente batalla – coincide exactamente con la estación Racedo. Rosas, por su parte, le envió considerables refuerzos. Entre las fuerzas enviadas en ayuda de Echagüe, se contaba un gran contingente de las provincias de Cuyo, el regimiento Auxiliares de los Andes, al mando del coronel Pantaleón Argañaraz. Este veterano regimiento, creado y adiestrado en 1831 en Buenos Aires, por el general Juan Facundo Quiroga, (compuesto inicialmente en su mayoría por presos porteños y algunos voluntarios quiroguistas riojanos y cuyanos escapados con su jefe tras el desastre de Oncativo), fue el núcleo de su victorioso ejército durante la campaña federal al interior en ese año de 1831 y luego actuó en las luchas contra los ranqueles en las fronteras sur, tanto de la provincia de Mendoza así como de la provincia de San Luis.
Durante casi tres meses, los ejércitos permanecieron uno frente al otro sin combatir, aunque intercambiando diariamente tiros de fusil y de cañón.
Lavalle sabía que estaba perdiendo el tiempo, por lo que decidió esperar que la flota francesa estuviera lista para la maniobra que planeaba. Su intención era atacar a Rosas en su provincia, mientras dejaba a Echagüe cercado por una parte de su infantería, en la posición defensiva que había adoptado. Posiblemente esperaba para realizar la maniobra completa la incorporación de fuerzas provenientes de Corrientes y el Uruguay, pero estas fuerzas nunca llegaron.
De modo que la fecha de la batalla fue fijada por la noticia de que la flota francesa había reunido buques suficientes para embarcar todo su ejército.

## La batalla
En la tarde del 15 de julio, Lavalle ordenó bombardear las posiciones de la artillería enemiga, y quedó convencido de haberla obligado a evacuar sus posiciones; al día siguiente se enteraría de que eso no había ocurrido. Ese mismo día, llegó a Punta Gorda un buque, llevando a bordo al general José María Paz y al doctor Salvador María del Carril. Lavalle les prohibió acercarse al ejército.
Al mediodía del 16 de julio – después de pasar varias horas en completa inacción debido a una densa niebla – las columnas de Lavalle avanzaron hacia el enemigo. En vez de desplegarse en alas, como era la costumbre en esa época, avanzaron en columnas: primero la caballería de la división del coronel Niceto Vega, seguida de las legiones del coronel Prudencio Torres, del coronel Manuel Rico y del general  Manuel Vicente Ramírez. A un costado de éstas, separadas por el arroyo Sauce Grande, marchaba la infantería (un batallón, al mando del coronel Pedro José Díaz. Más a la derecha aún marchaban dos baterías de 4 piezas cada una. Por detrás esperaba para marchar la reserva, al mando del coronel José María Vilela. Lavalle ocupaba una posición entre la división Vega y la de Díaz, acompañado por su jefe de Estado Mayor, general Iriarte.
El ejército federal esperaba en sus posiciones, inexpugnables por varios de sus lados, debido a las barrancas de los arroyos. La infantería (3 batallones de línea -un entrerriano, un oriental blanco y un porteño- y 2 compañías de civicos de Paraná) destaba al mando del general Manuel Oribe, el expresidente uruguayo, la artillería bajo el mando del marino Juan Bautista Thorne, y por detrás dos alas de caballería, comandados por el general  Justo José de Urquiza y el coronel Servando Gómez. El jefe de Estado Mayor era el general Eugenio Garzón (veterano de las guerras de independencia y del Brasil).
Toda la batalla se combatió en parcelas aisladas entre sí por zanjones; el ejército que debía avanzar – el de Lavalle – llevaba la peor parte hasta que lograba cruzar cada barranca. Pero después la batalla se decidía por la valentía de los soldados y por la pericia de los jefes.
La división Vega se desplazó hacia la derecha, pero fue detenida y arrollada por la de Urquiza. El mismo Vega fue herido de cierta gravedad, y el teniente coronel Zacarías Álvarez, su segundo, resultó muerto.
La pequeña infantería unitaria avanzó hasta que fue detenida por la artillería enemiga. En esa posición, expuesta al cañoneo, esperó que la artillería de su ejército acabara con la enemiga, confiando en el daño que había producido el cañoneo del día anterior. Pero, justamente por ese cañoneo, pronto la artillería del teniente coronel Luis Manterola se quedó sin municiones. La infantería quedó desprotegida, y la artillería federal la destrozó sin piedad.
Lavalle ordenó entonces retirada, ordenando a las divisiones de caballería de reserva que cerraran el paso a la caballería federal. No obstante, esta vez fue Echagüe quien no supo o no pudo aprovechar la ventaja: la caballería federal ni siquiera comenzó una persecución a las tropas enemigas.

## Consecuencias
Lavalle trasladó su ejército hasta Punta Gorda, donde se puso bajo la protección de los cañones de la flota francesa. En ella había llegado el general José María Paz, un jefe especialmente capaz. Pero ambos generales tenían una opinión exageradamente alta de sí mismos, de modo que hubiera sido imposible que colaboraran mutuamente. Lavalle envió a Paz junto al general Ramírez a Corrientes, para que explicara a Ferré su posición y le pidiera nuevos auxilios.
Sin esperar respuesta, Lavalle embarcó su ejército en la flota francesa y abandonó Entre Ríos. Tanto los líderes federales como todos los unitarios creyeron que se retiraría hacia Corrientes. O que, tal vez, intentaría atacar Santa Fe.
Pero, en un movimiento audaz, Lavalle se trasladó por medio de barcos franceses hacia San Pedro, en la Provincia de Buenos Aires. La guerra cambió desde entonces de escenario, y se prolongó por dos años más.
El último cuerpo del ejército de Lavalle, la división de Núñez, intentó retroceder hacia el río Uruguay. Pero fue alcanzado por la caballería de Urquiza y de Gómez en Arroyo del Animal, cerca de Gualeguay, y completamente derrotada.
Por su parte, Ferré, enfurecido, lanzó una proclama violenta contra Lavalle:

"Lavalle… os ha abandonado, desertando con el ejército de ésta, a quien ha sorprendido y engañado. ¿Lo creéis, correntinos? Ese hombre a quien recibisteis con el abrazo de amigo, y a quien prodigasteis vuestra confianza y elementos, retribuye hoy vuestra lealtad y generosidad con la más negra de las traiciones. Correntinos: ha llegado el caso de redoblar nuestros esfuerzos. La causa de la libertad, que habéis jurado defender, no depende de la defección de un malvado; nos sobran medios de vencer y lo haremos, sin que el nombre de él manche nuestras glorias en lo sucesivo. Armémonos y la victoria será nuestra. Mañana marcha a campaña y os aguarda en su cuartel general vuestro compatriota Pedro Ferré."

Poco más tarde, puso al frente de su nuevo ejército provincial al general Paz. Este mantendría en armas a Corrientes hasta fines de 1842, más de un año más que lo que lograría Lavalle.